# Национальная безопасность
Национа́льная безопа́сность — состояние защищенности нации от внутренних и внешних угроз.

## Варианты определения термина
Национальная безопасность — способность нации удовлетворять потребности, необходимые для её самосохранения, самовоспроизведения и самосовершенствования с минимальным риском ущерба для базовых ценностей её нынешнего состояния.
По другому определению, национальная безопасность — совокупность официально принятых взглядов на цели и государственную стратегию в области обеспечения безопасности личности, общества и государства от внешних и внутренних угроз политического, экономического, социального, военного, техногенного, экологического, информационного и иного характера с учётом имеющихся ресурсов и возможностей.
По определению российского политолога Н. А. Косолапова, национальная безопасность — это стабильность[чего?], которая может поддерживаться на протяжении длительного времени, состояние достаточно разумной динамической защищенности от наиболее существенных из реально существующих угроз и опасностей, а также способности распознавать такие вызовы и своевременно принимать необходимые меры для их нейтрализации.
По определению украинского правоведа, ученого в сфере гражданского процесса, философии и теории права Я.Я. Мельника, гражданская процессуальная безопасность является частью системы национальной безопасности и характеризуется как особое состояние процессуальной защищенности судом гражданской процессуальной формы и создания судом условий для эффективного и качественного осуществления гражданского судопроизводства, обеспечения охраны и реализации процессуальных прав, обязанностей и интересов участников гражданского дела.

### В российском законодательстве
Национальная безопасность Российской Федерации — состояние защищённости личности, общества и государства от внутренних и внешних угроз, при котором обеспечиваются реализация конституционных прав и свобод граждан Российской Федерации, достойные качество и уровень их жизни, суверенитет, независимость, государственная и территориальная целостность, устойчивое социально-экономическое развитие Российской Федерации. Национальная безопасность включает в себя оборону страны и все виды безопасности, предусмотренные Конституцией Российской Федерации и законодательством Российской Федерации, прежде всего государственную, общественную, информационную, экологическую, экономическую, транспортную, энергетическую безопасность, безопасность личности.
Государственная политика в области обеспечения химической и биологической безопасности является частью системы государственного управления в сфере национальной безопасности Российской Федерации и представляет собой совокупность правовых, медико-биологических, санитарно-эпидемиологических, ветеринарно-санитарных, фитосанитарных, административно-организационных, военных, финансовых, коммуникационных, информационных и других мер, направленных на защиту населения и окружающей среды от негативного воздействия опасных химических и биологических факторов, предотвращение химических и биологических угроз, создание и развитие системы мониторинга химических и биологических рисков, а также на осуществление межгосударственного и международного сотрудничества в области химической и биологической безопасности.

## Структура национальной безопасности
Национальная безопасность включает в себя:
- государственную безопасность — понятие, характеризующее уровень защищенности государства от внешних и внутренних угроз;
- общественную безопасность — понятие, выраженное в уровне защищенности личности и общества, преимущественно, от внутренних угроз общеопасного характера;
- техногенную безопасность — уровень защищенности от угроз техногенного характера;
- экологическую безопасность и защита от угроз стихийных бедствий;
- экономическую безопасность
- энергетическую безопасность
- информационную безопасность
- безопасность личности
- гражданская процессуальная безопасность
- химическую и биологическую безопасность

Обеспечение национальной безопасности — комплекс политических, экономических, социальных, здравоохранительных, военных и правовых мероприятий, направленных на обеспечение нормальной жизнедеятельности нации, устранение возможных угроз.
Обеспечение национальной безопасности включает в себя: 
- формирование улучшенного стабильного экономического состояния гражданина в отношении других граждан, проживающих на территории данного государства.
- защиту государственного строя;
- защиту общественного строя;
- обеспечение территориальной неприкосновенности и суверенитета;
- обеспечение политической и экономической независимости нации;
- обеспечение здоровья нации;
- охрана общественного порядка;
- борьба с преступностью;
- обеспечение техногенной безопасности и защита от угроз стихийных бедствий;
- обеспечение химической и биологической безопасности

Органы, обеспечивающие национальную безопасность, — армия, авиация, флот, службы разведки и контрразведки, правоохранительные органы, суды, медицинские органы.